# While Heaven Wept
While Heaven Wept (oft abgekürzt als WHW; englisch für Während der Himmel weinte) ist eine US-amerikanische Progressive- und Epic-Doom-Band aus Dale City, Virginia, die im Jahr 1989 unter dem Namen Dream Wytch gegründet wurde.

## Geschichte
Die Band wurde Ende November 1989 von dem Gitarristen Chris Galvan und dem Gitarristen, Keyboarder und Sänger Tom Phillips gegründet. Beide hatten im Jahr zuvor in einer Power-Metal-Band namens Polaris gespielt. Kurz darauf arbeitete die Band an ihrem ersten Lied namens The Mourning. Als Bandname wählte man anfangs den Namen Dream Wytch. Als Sänger kam Chris Galvans jüngerer Bruder Brendan hinzu. Für den Schlagzeugposten probierte man einige lokale Schlagzeuger aus, fand jedoch keinen passenden Musiker, weshalb man sich stattdessen auf das Songwriting konzentrierte. Mitte 1990 verließ Chris Galvan die Band, um sich auf das Berklee College of Music vorzubereiten, da er eine Jazzkarriere plante. Als Schlagzeuger kam mit Jim Chappell ein weiteres Ex-Polaris-Mitglied zur Besetzung. Es entstanden weitere Lieder wie etwa Necrospectral Exile, Woman of Shadows und Night Unbroken, die meisten von diesen Liedern wurden jedoch nie aufgenommen oder veröffentlicht. Kurze Zeit später lernte Phillips den Bassisten Chad Peevy kennen und konnte ihn überzeugen, der Band beizutreten.
Etwas später erfolgte die Umbenennung in Penance. Da man jedoch kurz darauf herausfand, dass es bereits eine gleichnamige Band aus Pittsburgh gab, entschied man sich für den Namen Mass Cremation. Danach entstanden weitere Lieder wie Bound by Depression und Dying. Da sich die Lieder stilistisch vom bisherigen Material unterschieden, hielt man es für angebracht, die Band erneut umzubenennen, woraufhin sie den Namen While Heaven Wept trug. Dieser Name geht auf Phillips zurück, der einen Brief von seiner Freundin erhalten hatte, die ihn damit zurückwies. Während Phillips beim Lesen des Briefes einen Nervenzusammenbruch erlitt, hatte sich, laut Phillips, der Himmel verdunkelt und es habe begonnen zu regnen. Daraufhin entstanden Lieder wie Into The Wells of Sorrow und In Aeturnum und die Arbeiten zum Debütalbum Sorrow of the Angels begannen. Währenddessen verließ der Schlagzeuger Jim Chappell die Band, um seine eigene Band zu gründen, die mehr den English Dogs ähnelte. Brendan Galvan verließ die Gruppe und trat der Progressive-Metal-Band Fifth Season bei. Als neuer Schlagzeuger kam etwas später James Whorton zur Besetzung, während Kenny Thomas als Sänger und Gitarrist hinzukam. In dieser Besetzung schrieb die Band an weiteren Liedern, wobei Jason Stone kurzzeitig als Bassist in der Band war. Aufgrund persönlicher Probleme von Kenny Thomas sowie Phillips Alkoholproblemen verließ Thomas die Band etwas später wieder. Phillips zog zurück zu seinen Eltern und arbeitete dort zusammen mit Whorton und Peevy weiter an neuen Liedern. Im Zeitraum von 1989 bis 1992 entstanden zahlreiche, laut Phillips über 100, Demoaufnahmen, wobei viele bisher unveröffentlichte Lieder darunter waren.
Im Sommer 1992 schlossen die Mitglieder die Highschool ab, während sie mit dem Gesetz im Konflikt standen. Zudem verließ zu dieser Zeit James Whorton die Band, um zu heiraten und eine Familie zu gründen. Die Band befand sich daraufhin größtenteils in einer Pause, Phillips konnte jedoch das Lied La Mort D’Amour in diesem Jahr zu Ende schreiben. Im Herbst desselben Jahres nahm er dann Unterricht an einem lokalen Community College. Dabei wurde er auf einen jungen Mann namens Jon Paquin aufmerksam, der ein Carcass-T-Shirt trug, woraufhin er mit ihm ins Gespräch kam und sich herausstellte, dass dieser in der Death-Metal-Band Parasitic Infestation spielte. Da jedoch auch diese Band momentan wegen eines ausgestiegenen Gitarristen auf Eis lag, begannen beide zusammen zu spielen. Wie sich herausstellte, kamen beide gut miteinander zurecht, und so trat Phillips zusammen mit Parasitic Infestation auf. Als weiteres Mitglied brachte Phillips Peevy als Bassisten zur Band. Die restlichen Mitglieder der Gruppe waren Ricardo Garcia als Gitarrist und Shane Privette als Sänger. Es folgten diverse lokale Auftritte, wobei auch das While-Heaven-Wept-Lied The Mourning gespielt wurde. Aufgrund von Problemen untereinander trennte sich Phillips von der Gruppe allerdings Ende 1992 wieder. Zuvor hatte Phillips jedoch den Bassisten Gabe Funston, einen Freund der Mitglieder von Parasitic Infestation, kennengelernt, den er überzeugen konnte While Heaven Wept beizutreten. Anfang 1993 begann While Heaven Wept Lieder für das Album Sorrow of the Angels zu proben, wobei die Band das früheste Material – bis auf The Mourning und eine neue Version von Jim Chappells Gothic, unter dem Namen Shores of Desolation – hinter sich ließ. Stattdessen konzentrierte man sich auf das Material, das Ende 1991/Anfang 1992 geschrieben worden war. 1994 begab man sich in die Neptune Studios, um die Lieder The Mourning, Into the Wells of Sorrow, In Aeturnum, Shores of Desolation, On Earth It Is Done, La Mort D’Amour, Sailing Within und das gerade erst fertiggestellte Sorrow of the Angels aufzunehmen. Darüber hinaus wurde ein Demo zum Lied Lost (In Retrospect) aufgenommen, das Phillips mit Paquin 1993 geschrieben hatte. Früher im selben Jahr, hatte eine ältere Version von The Mourning auf Shane Privettes Sampler Scenecubator, auf dem noch weitere lokale Bands zu hören sind, Platz gefunden. Aufgrund positiver Resonanz hatte man beschlossen, weiteres neues Material aufzunehmen. Da Phillips mit dem aufgenommenen Material nicht zufrieden war und Kenny Thomas die Band verlassen hatte, beschloss er, sich vom Klargesang abzuwenden. Stattdessen steuerte er selbst Death-Metal-Gesang bei. Im selben Jahr erschien bei Privettes Label Open Eye Records die Single Into the Wells of Sorrow, die eine Auflage von 500 Stück hatte.
Im Herbst 1994 entschied sich die Band für die Veröffentlichung einer EP, die aus den für die damaligen Mitglieder besten Aufnahmen der bisherigen Sessions bestand. Die Band fertigte 50 Audiokassetten von Lovesongs of the Forsaken und schickte sie an verschiedene Fanzines und andere Bands. Die EP erschien 1995 auf CD bei dem bandeigenen Label Sinistrari Records und hatte eine Auflage von 1.000 Stück. Phillips hatte zuvor einige Jahre bei Tower Records gearbeitet und dort die Fanzine-Redakteure Sargatanas und Sinistrari getroffen und mit diesen das Label gegründet. Zuvor waren dort bereits ein paar Veröffentlichungen auf Kassette erschienen. Durch das Verteilen der EP konnte die Gruppe ihre Bekanntheit steigern.
Nachdem die Band das Intro zu Thus with a Kiss I Die fertiggestellt hatte, trennten sich Phillips und Paquin von Funston, der mit Depressionen zu kämpfen hatte. Im April 1995 stießen Daniel Ingerson als neuer Bassist und Kevin Hufnagel als neuer Gitarrist zur Band. Im Herbst 1995 begab sich die Band erneut in die Neptune Studios, um noch einmal Aufnahmen für ihr Debütalbum anzufertigen. Dabei wurde auch das neue Lied To Grieve Forever aufgenommen. Die Aufnahmen stellten Phillips jedoch nicht zufrieden und er ließ das Bandprojekt Ende 1995 erneut pausieren. Die entstandenen Aufnahmen wurden nie veröffentlicht. Er widmete sich nun anderen Bandprojekten wie Twisted Tower Dire und Solstice. Die übrigen Mitglieder verwendeten mehr Zeit fürs College und Hufnagel gründete ein Soloprojekt. Zudem widmeten sich Hufnagel und Ingerson der Band Dysrhythmia. Während dieser sechs- bis achtmonatigen Pause wurde Thus with a Kiss I Die fertiggestellt, das eine Mischung aus den alten Liedern Bound by Depression und Dying plus etwas neuem Material, das Phillips während eines Aufenthalts in Großbritannien geschrieben hatte, war. Auch beendete er seine Arbeiten zu den Liedern Unplenitude und September. Gegen Ende 1996 unternahm Phillips einen weiteren Versuch Sorrow of the Angels mit leicht veränderter Trackliste aufzunehmen. Jedoch waren die anderen Mitglieder schulisch zu beschäftigt, weshalb die Aufnahmen verschoben wurden.
In der Zwischenzeit wurde Material für eine Split-Veröffentlichung mit der kalifornischen Band Cold Mourning beigesteuert, die Anfang 1997 bei Game Two Records erschien. Enthalten ist eine alternative Version von The Mourning aus dem Jahr 1994. Etwas später begab sich die Gruppe zum dritten Mal in die Neptune Studios, um erneut Material für das Album aufzunehmen. Die Band bestand wieder aus drei Mitgliedern, wobei Hufnagel nicht anwesend sein konnte. Neben Phillips waren auch wieder Ingerson und Paquin vertreten. Es wurden die Lieder Thus with a Kiss I Die, Into the Wells of Sorrow, The Death of Love (eine elektronische Version von La Mort D’Amour), September, Unplenitude, To Grieve Forever und Cantique De Jean Racine aufgenommen. In letzterem Lied ist Ingerson an der Bratsche zu hören sowie ein Gastpianist und ein Kammerchor. Dieses Lied sowie Unplentitude und To Grieve Forever wurden jedoch nicht zur Veröffentlichung verwendet. Anfang 1998 begann man mit dem Abmischen von Liedmaterial für das Album, das jedoch vergleichsweise schnell ablief, weil den Mitgliedern mittlerweile die finanziellen Mittel und die Geduld ausgingen. Für Live-Auftritte veränderte die Gruppe ihre Besetzung, denn Ingerson war schon nach Philadelphia zurückgezogen. Als Gitarrist bzw. als Bassist kamen Scott Waldrop und Jim Murad von Twisted Tower Dire zur Besetzung. In dieser Besetzung folgte ein Auftritt zusammen mit Twisted Tower Dire, ehe beide die Band Mitte 1998 wieder verließen.
Im Herbst 1998 erschien das Debütalbum Sorrow of the Angels bei dem italienischen Label Eibon Records. Zur Veröffentlichung plante die Gruppe Auftritte, wofür der Bassist Jim Hunter und der Gitarrist Scott Loose hinzustießen. Phillips hatte Hunter, wie bereits Paquin, in der Schule kennengelernt, wobei Hunter kein Carcass-, sondern ein Candlemass-Shirt getragen hatte. Hunter war zum damaligen Zeitpunkt außerdem bereits bei Revelation aktiv, zur Zeit seines Eintritts bei While Heaven Wept pausierte Revelation jedoch. Loose war Phillips bereits seit Anfang der 1990er Jahre bekannt, da er zusammen mit diesem gejamt hatte. Loose hatte zuvor die Band Arise from Thorns gegründet und brachte zudem seine Schwester Michelle Schrotz als Keyboarderin in die Gruppe. Zu fünft begann die Band mit Proben, wobei sie den Proberaum mit Arise from Thorns teilte. Ihren ersten Auftritt in neuer Besetzung hielt die Band Anfang 1999 in Wheaton, Maryland, zusammen mit Arise from Thornes und Pale Divine ab. In der Zeit nach dem Konzerte veränderte sich das Verhältnis der Mitglieder untereinander: Paquin erschien nur noch verspätet oder gar nicht zu Proben. Es folgten zwei weitere Auftritte in Maryland und einer in New York City mit Ingerson am Bass. Danach begab sich die Gruppe in eine erneute Pause. Hunter widmete sich danach seiner Band October 31, während sich Loose, Phillips und Schrotz auf Arise from Thorns konzentrierten. Paquin grenzte sich hingegen von den weiteren Mitgliedern ab. Allerdings versuchten Phillips und Paquin an die Westküste der Vereinigten Staaten zu ziehen. Paquin erlitt dort jedoch kurz darauf einen Nervenzusammenbruch, woraufhin beide etwa für ein Jahr den Kontakt verloren.
In der Folgezeit hielt sich Phillips im pazifischen Nordwesten auf und kam zum wiederholten Male mit dem Gesetz in Konflikt. Zudem widmete er sich Arise from Thorns und schrieb an neuer Musik. Die Band entwickelte sich später zu Brave, und für den Rest des Jahres 2000 schrieb er weiter an Liedern, nahm diese auf und spielte diverse Konzerte. While Heaven Wept war kaum aktiv, da Phillips lediglich zusammen mit Trevor Schrotz von Brave dort ein paar Lieder probte. Auch wurde versucht, mit Paquin Kontakt aufzunehmen, was jedoch fehlschlug. Das Ende des Jahres 2000 war für Phillips geprägt von Beziehungskrisen, Gesetzeskonflikten und Alkoholproblemen. Zudem grenzte er sich von den anderen Brave-Mitgliedern ab, ehe sich diese Anfang 2001 von ihm trennten.
Danach fand sich Phillips mit dem Bassisten Hunter, dem Schlagzeuger Paquin und dem Gitarristen Loose wieder zusammen und reaktivierte While Heaven Wept. Es folgten Proben, wobei sich herauskristallisierte, dass Paquin nicht länger in der Band bleiben wollte, woraufhin er die Besetzung verließ. In der Folgezeit probte die Gruppe einige mal mit Phil Bloxam zusammen. Da dieser sich jedoch mehr auf Jazz als auf Metal konzentrieren wollte, verließ auch er die Gruppe bald wieder. Danach wurde die Gruppe auf einen früheren Mitbewohner, Jason Gray, aufmerksam, dessen Band Forty Day Longing sich zuvor aufgelöst hatte. In den nächsten zweieinhalb Monaten probte die Band zehn Lieder, um diese am bereits gebuchten Termin aufnehmen zu können. Anfang 2002 begab man sich dann ins Assembly Line Studio, um das Album Of Empires Forlorn aufzunehmen. Die Aufnahmen wurden durch die Erkrankung von Gray und Phillips erschwert. Für den Rest des Jahres setzte die Band die Aufnahmen fort, allerdings musste im Sommer eine Unterbrechung hingenommen werden, da ein anderer Künstler das Studio beanspruchte. Diese Zwangspause nutzte man, das erste Liedmaterial in Form der Single The Drowning Years bei Maniacal Records zu veröffentlichten. Zuvor war noch bei dem deutschen Label Metal Supremacy Records die Kompilation Chapter One: 1989–1999 erschienen, die aus Beispielen aller bisheriger Veröffentlichungen besteht. Im Herbst 2002 wurden die Aufnahmen fortgesetzt, ehe das Abmischen und Mastern kurz vor Heiligabend beendet wurde. Danach sandte die Band verschiedene Demokopien an Freunde, die in anderen Bands spielten, das Album selbst erschien Anfang 2003 bei Eibon Records. Die Veröffentlichung war auf eine Auflage von 1.000 Stück begrenzt.
Da man jedoch noch unvollendete Lieder hatte, begab man sich kurz darauf zurück ins Studio, um die Aufnahmen zum Lied In Aeturnum zu beenden. Bei dieser Gelegenheit masterte man gleich das Album neu. Währenddessen wurde das britische Label Rage of Achilles Records auf While Heaven Wept aufmerksam, das eigentlich die Single The Drowning Years wiederveröffentlichen wollte. Die Gruppe lehnte jedoch ab, um Ärger mit Maniacal Records zu vermeiden, stattdessen wurde Of Empires Forlorn neu gemastert und mit veränderter Trackliste in Europa im Februar 2004 und in Nordamerika und Großbritannien im Oktober 2003 wiederveröffentlicht. Speziell durch die Wiederveröffentlichung konnte die Band ihre Bekanntheit erheblich steigern. 2003 wurden ein paar Auftritte, unter anderem auf dem Born Too Late Festival in Rochester, New York, und einem weiteren in Baltimore, abgehalten, wobei Michelle Schrotz erneut anwesend war. Im selben Jahr plante die Band ihre erste Europatournee und verhandelte mit den Veranstaltern des deutschen Doom Shall Rise Festivals. Da sowohl Schrotz als auch Loose verkündeten, dass sie an der Tour nicht teilnehmen könnten, gerieten die Pläne in Gefahr, Versuche passende Ersatzmusiker zu finden schlugen fehl. Zunächst schien es, als dass Dennis Cornelius von Revelation als Gitarrist hätte einspringen können, jedoch wurde dies durch seinen Eintritt bei Place of Skulls nicht möglich. Stattdessen kam Angelo Tringali, ein langjähriger Freund der Band und Mitglied bei Cold Mourning, zur Besetzung. Als Schwierigkeit erwies sich, dass er etwa 3000 Meilen entfernt von den anderen Mitgliedern lebte. Ähnlich sah es bei dem Ersatzkeyboarder Fred Provoost, der von der niederländischen Band Whispering Gallery zu Hilfe gezogen wurde, aus. Die Band wurde auf Provoost durch den Whispering-Gallery-Schlagzeuger Pascal Spierings aufmerksam, der ein Fan und Freund der Band war. Nach der Tour durch Europa, kehrte die Band zurück in die USA und trennte sich schließlich vom Schlagzeuger Jason Gray.
Im Juli 2004 fragte Phillips den Brave-Schlagzeuger Trevor Schrotz, ob er an den Aufnahmen zum Album Vast Oceans Lachrymose teilnehmen wolle. Nachdem er zugestimmt hatte, folgten in den nächsten Wochen Proben, um sich auf die Aufnahmen vorzubereiten und um Lieder zusammen zu schreiben. Dabei probte die Band zusammen in einem Raum, was seit dem Jahr 2004 nur vier Mal passiert war. Nachdem die Band mehrere Demos in verschiedenen Studios aufgenommen hatte, begab sie sich in das Tonstudio von Chris Salamone. Die eigentlichen Aufnahmen zum Album begannen im April 2005. Die Gruppe hatte zehn Lieder hierfür vorbereitet. Da die Aufnahmen jedoch sehr lange dauerten, wurde die zweite Hälfte des Albums im Jahr 2006 aufgenommen. In der Zeit danach kümmerten sich die Mitglieder anderen Bandprojekten, Phillips pflegte eine Liebesbeziehung. Da sich die Mitglieder gegen Ende der Aufnahmen neues und besseres Equipment gekauft hatten, waren die finanziellen Mittel fast komplett verbraucht. Durch die Arbeiten am neuen Lied Finality wurde die Gruppe wiederbelebt. Im Jahr 2008 kam mit Rain Irving ein weiterer Sänger zur Besetzung. Vast Oceans Lachrymose erschien im November 2009. Die Veröffentlichung war zunächst bei dem griechischen Label Black Lotus Records geplant, konnte jedoch nicht stattfinden, da das Label vorher geschlossen wurde. Man wich auf die Veröffentlichung bei dem italienischen Label Cruz del Sur Music aus, das bereits in den Jahren zuvor Interesse gezeigt hatte, mit der Gruppe zusammenzuarbeiten.
Danach hielt die Band zum ersten Mal seit fünf Jahren Konzerte ab. Dabei spielte sie in der zweiten Auflage des Born Too Late Festivals, unter anderem zusammen mit Argus, Revelation, Pale Divine und Iron Man. Anfang 2010 ging es zusammen mit Argus auf Tour durch Pennsylvania, die sich schon bald mit While Heaven Wept anfreundete. Am 6. Februar war die Band Co-Headliner auf dem dritten Hammer of Doom in Würzburg zusammen mit Saint Vitus und Asphyx. Dies war der erste Auftritt der Band in Europa, bei dem die Besetzung nur aus festen Mitgliedern bestand. Zudem war es der erste Auftritt in Übersee seit 2004. Außerdem war es der vierte Auftritt mit dem neuen Sänger Rain Irving. Zuvor hatten Iron Kodex Records, High Roller Records, Maniacal Records und Cruz Del Sur Music zum zwanzigjährigen Bestehen der Band Sorrow of the Angels, Of Empires Forlorn und Vast Oceans Lachrymose auf Schallplatte wiederveröffentlicht. Zudem wurden auch Sorrow of the Angels und Of Empires Forlorn auf CD wiederveröffentlicht. Der Auftritt auf dem Hammer of Doom wurde professionell auf Video aufgenommen. Das Audiomaterial wurde von Phillips und Chris Salamone im Sommer und Herbst 2010 abgemischt. Dabei standen sie im Kontakt mit Streetclip TV, die das Konzert ebenfalls aufgenommen hatten. Die beiden schickten ihr bearbeitetes Audiomaterial zu Streetclip TV, die das Videomaterial bearbeiteten. Hieraus entstand die DVD Triumph : Tragedy : Transcendence – Live at the Hammer of Doom Festival, die bei Cruz Del Sur Music, High Roller Records und Iron Kodex Records erschien. Die DVD erschien in Kombination mit einer Live-CD und hatte eine Auflage von 3.000 Stück. Außerdem erschien das Album auch das Doppel-LP, die auf 1.000 Einheiten begrenzt war.
Am Montagmorgen nach dem Auftritt auf dem Festival wurde die Band von Nuclear Blast kontaktiert. Nach Verhandlungen in den folgenden Monaten unterzeichnete die Gruppe einen Plattenvertrag bei dem Label. Danach wurde mit den Arbeiten an neuem Liedmaterial in Salamones Tonstudio begonnen, etwa einen Monat nachdem  Triumph : Tragedy : Transcendence – Live at the Hammer of Doom Festival gemastert worden war. Bevor diese Aufnahmen zum Album Fear of Infinity begonnen hatten, war Jason Lingle als Keyboarder zur Band gekommen, da sich Schrotz in einer Mutterschaftspause befand. Lingle war durch Irving zur Band gekommen, da beide bereits in der Band Altura miteinander zu tun hatten. Zunächst nur als zeitweilige Lösung gedacht, verblieb Lingle permanent in der Band. Die Gruppe hatte nie Zeit, das Material zusammen als Band zu proben, da Nuclear Blast bereits einen Termin zur Veröffentlichung des Albums festgesetzt hatte. Zudem bereitete man sich für einen Auftritt in Raleigh, North Carolina vor, der der erste Auftritt Lingles sein sollte. Die Band arbeitete an neuen Liedern und schrieb diese mehrfach um oder neu, ehe das Album im April 2011 erschien. Das Album erreichte Platz 98 in den deutschen Albumcharts. Die Lieder von Vast Oceans Lachrymose und Fear of Infinity entstammen beide aus den Songwriting-Sessions des Jahres 2004. Phillips hatte eigentlich geplant, die Lieder von Fear of Infinity auf Vast Oceans Lachrymose zu veröffentlichten. Jedoch hatte er beim Schreiben des Liedes The Furthest Shore bemerkt, dass er sich umstellen musste, um, laut seiner Aussage, „den emotionalen Fluss nicht zu unterbrechen“.
In der ersten Hälfte des Jahres 2011 gab die Band viele Interviews und spielte zahlreiche internationale Konzerte. Im März war While Heaven Wept Co-Headliner auf dem sechsten Up the Hammers Festival in Athen zusammen mit Solstice und Dawn of Winter. Weitere Bands, die auf dem Festival spielten, waren unter anderem Sorcerer, Ostrogoth und Procession. Nach der Rückkehr in die USA führte die Band ein Benefizkonzert in Raleigh, North Carolina, für ihren langjährigen Freund Tony „Dio“ Leonard an, der jahrelang lokale Metal-Veranstaltungen beworben hatte und nun nach einer Operation Unterstützung benötigte. Dabei spielte While Heaven Wept unter anderem zusammen mit Twisted Tower Dire und Widow. Im April kehrte die Band zwecks Teilnahme an der fünften Auflage des Hammer of Doom Festivals zurück nach Würzburg, wo sie an der Seite von Pentagram und Primordial, mit der sie später noch eine Tour abhalten sollte, als Co-Headliner angekündigt war. Da die Band wusste, dass auch dieses Konzert wieder aufgenommen werden würde, entschied man sich für eine komplett andere Setliste als im letzten Jahr. Außerdem wurde das Festival genutzt, um Lieder des neuen Albums erstmals live zu spielen. Ende Mai ging es auf eine Europatournee zusammen mit Primordial und Alcest mit Auftritten auf den Metalfest Open Airs in Deutschland, Österreich, der Schweiz, Ungarn und Tschechien sowie Auftritte in kleineren Clubs. Bei den Festivals traten unter anderem auch Saxon, Arch Enemy, Kreator und Destruction auf. Insgesamt umfasste die Tour zehn Auftritte. Danach kehrte die Band zurück in die USA und pausierte für ein paar Monate, ehe am 17. September der letzte Auftritt für 2011 auf dem ProgPower USA abgehalten wurde. Dies war der erste Auftritt, bei dem Michelle Schrotz und Jason Lingle gemeinsam als Keyboarder aktiv waren.
Danach arbeitete die Band das neue Liedmaterial auf, das sie im Zeitraum von 2009 bis 2011 geschrieben hatte. 2012 spielte die Band auf dem vierten Pathfinder Metalfest. Ihren Auftritt auf dem dritten Days of the Doomed Festival im Jahr 2013 musste die Band aus familiären Gründen absagen. 2014 erschien zum 25-jährigen Bestehen der Band das Album Suspended at Aphelion über Nuclear Blast, das aus einem einzigen Lied besteht, welches in elf Teile unterteilt wurde. Auf dem Album sind insgesamt elf Musiker zu hören, sieben davon sind feste Mitglieder. Zu den Gastmusikern, die nicht nur auf dem Album, sondern auch mit der Band live aktiv waren, zählen Mark Zonder und Victor Arduini, die beide ehemals bei Fates Warning aktiv waren. Die anderen beiden Gastmusiker auf dem Album sind Chris Ladd und Mark Shuping.

## Stil
In der Bandbiografie auf whileheavenwept.com gab Tom Phillips an, dass die Band anfangs durch die damalige Thrash-Metal-Bewegung sowie frühen Death Metal, Doom Metal und Progressive Metal beeinflusst wurde. Bei ihrem ersten Lied The Mourning habe Phillips Riffs von Candlemass verarbeitet. Brendan Galvans Gesang sei damals eine Mischung aus Geoff Tate und David Bowie gewesen. Spätere Lieder wie Bound by Depression und Dying seien dunkler und persönlicher, da sie durch Phillips damalige Probleme wie die Trennung von seiner Freundin, Probleme mit den Eltern und in der Schule, und Alkohol- und sonstigen Drogenkonsum geprägt worden seien. Bis zum Jahr 1992 sei die Gruppe durch weitere Bands wie Xecutioner bzw. Obituary, Sepultura, Morbid Angel, Napalm Death, Nihilist und Entombed beeinflusst worden. Anfangs habe man auf Klargesang gesetzt, ehe man für die Single Into the Wells of Sorrow gutturalen Gesang verwendet habe.
Laut Eduardo Rivadavia von Allmusic ist auf Lovesongs of the Forsaken trauriger, klassischer Doom Metal zu hören. Chapter One: 1989–1999 biete melancholischen und orchestrierten Doom Metal.
Martin Popoff ordnete in seinem Buch The Collector’s Guide of Heavy Metal Volume 4: The ’00s in seiner Rezension zu Of Empires Forlorn die Band dem Epic Doom zu. Es seien Gemeinsamkeiten zu My Dying Bride, Anathema, Opeth und Nightingale hörbar. Die Musik sei progressiv und der Gesang sei klar, mit Texten die explizit und mürrisch seien. David Perri merkte in demselben Buch an, dass Vast Oceans Lachrymose nichts für Zwischendurch sei, was man schon an den meist sehr langen Liedern merke. Auf dem Album seien Einflüsse von Candlemass und Iron Maiden zur mittleren Schaffensperiode hörbar.
Suspended at Aphelion sei das erste richtige Konzeptalbum, stellte Phillips livereviewer.com gegenüber klar. Mutmaßliche andere Konzeptalben seien nur thematisch locker verbundene oder unabsichtlich in dieselbe Richtung gehende Liedersammlungen gewesen. Buffo vom Rock Hard stellte fest, dass Suspended at Aphelion das bisher progressivste Album der Band ist. Im Interview mit ihm gab Phillips an, dass „Aphelion“ ein griechischer Begriff ist, der den am weitesten entfernten Punkt von der Sonne bezeichne. Die Sonne symbolisiere in diesem Fall für die Band Ziele und Ambitionen, die man erreichen wolle, jedoch nicht könne, so sehr man es auch möchte. Verallgemeinert könne man sagen (berichtete er in einem anderen Interview), dass es Dinge gibt, die sich nicht ändern lassen, und dies müsse man lernen zu akzeptieren.
Marc Halupczok vom Metal Hammer ordnete die Musik auf Of Empires Forlorn dem Epic Doom zu, wobei „ein Song länger als drei Minuten dauert und das Schema Strophe/Refrain/Strophe nicht existiert“. Der Gesang in den Liedern sei sanft und eindringlich. Zudem gebe es in den Liedern eine „exquisite Mischung aus pulsierenden Riffs, abgepfiffenen Keyboard-Klängen und genialen Melodien“. Eine Ausgabe später stelle Melanie Aschenbrenner fest: „Ihre Songs sind so weit wie die Landschaftsaufnahmen aus 'Der Herr der Ringe', ihre Melodien rollen in großen Wellen und hübschen Gischtkrönchen heran, und bei ihren epischen Kompositionen dürften sowohl Doom- als auch Prog-Fans spontan feuchte Augen kriegen“. Im Interview mit ihr gab Phillips an, dass das Album im Vergleich zu den bisherigen Veröffentlichungen positiv klinge, was vor allem dadurch bewirkt werde, dass die Band oft in Dur spiele, was für dieses Genre vergleichsweise selten sei. Zudem habe man sich textlich verändert, da er mittlerweile seine schlechten Erfahrungen hinter sich gelassen habe und nun darauf zurückblicken könne. Fünf Jahre später rezensierte Detlef Dengler vom selben Magazin das Album Vast Oceans Lachrymose. Der Tonträger biete eine „Achterbahnfahrt voller Dramatik, Nervenkitzel und Spannung“. Der Musik höre man Einflüsse von Pink Floyd und klassischer Musik an. Der verwendete Gesang in den Liedern sei voluminös und klar. Das Lied To Wander the Void erinnere an Fates Warning zu Zeiten von John Arch und hätte auch auf deren Alben The Spectre Within und Awaken the Guardian einen Platz finden können. Thomas Sonder beschrieb die Musik eine Ausgabe später als eine Mischung aus  Epic Doom, Progressive Metal, Thrash Metal und Rockmusik der 1970er Jahre. Im Interview mit ihm gab Phillips an, dass die Texte durch die Themen Meer und Emotionen geprägt sind. Er interessiere sich stark für ersteres und es sei für zahlreiche Metaphern gebräuchlich, die mit Gefühlen zu tun hätten. Auf Vast Oceans Lachrymose könne man außerdem die Wassergeräusche von Ebbe und Flut hören. Die Musik sei für ihn wie eine Art Tagebuch und er verarbeite hiermit seine vergangenen Erlebnisse. Genau ein Jahr später rezensierte Detlef Dengler das Live-Album Triumph : Tragedy : Transcendence – Live at the Hammer of Doom Festival und stellte dabei fest, dass die Band an Candlemass, Solitude Aeturnus und die frühen Fates Warning erinnert. Im Lied Sorrow of the Angels bemerke man, dass die Band von Improvisation Gebrauch mache. In einer weiteren Ausgabe gab Phillips im Interview mit Dengler an, dass es ihm seit dem Hinzukommen von Rain Iriving nun live besser möglich ist zu improvisieren. In demselben Heft rezensierte Marc Halupczok das Album Fear of Infinity. Das Album klinge „zwar erwachsen, aber zugleich frisch und spannend wie ein Debüt“ und bezeichnete die Musik als eine Mischung aus Pain of Salvation, Opeth und Black Sabbath. Die Lieder seien ruhig, doomig und progressiv und klängen nicht ziellos, sondern eingängig. Songs wie Destroyer of Solace würden Einflüsse aus dem Folk Metal aufweisen. Insgesamt klinge das Album im Gegensatz zum Vorgänger „[g]edrückter, gedämpfter, dunkler, doomiger und schwerfälliger“. Kathrin Riedl gab in einer weiteren Metal-Hammer-Ausgabe an, dass die Band auf Suspended at Aphelion „doomigen Prog mit epischem Heavy Metal“. In den Liedern verwende man „Klargesang mit dem ein oder anderen harschen Aufschrei“. Außerdem mache man gelegentlich von Streichinstrumenten und einem Klavier Gebrauch.

## Diskografie
- 1994: Into the Wells of Sorrow (Single, Open Eye Records)
- 1994: Lovesongs of the Forsaken (Demo, Eigenveröffentlichung)
- 1995: Lovesongs of the Forsaken (EP, Sinistrari Records)
- 1997: The Mourning / Frostbit (Split mit Cold Mourning, Game Two Records)
- 1998: Sorrow of the Angels (Album, Eibon Records)
- 2002: Chapter One: 1989–1999 (Kompilation, Metal Supremacy Records)
- 2002: The Drowning Years (Single, Maniacal Records)
- 2003: Of Empires Forlorn (Album, Eibon Records)
- 2009: Vast Oceans Lachrymose (Album Cruz del Sur Music)
- 2010: Vessel (Single, High Roller Records)
- 2010: Triumph : Tragedy : Transcendence – Live at the Hammer of Doom Festival (Live-Album, Cruz Del Sur Music/High Roller Records/Iron Kodex Records)
- 2011: The Arcane Unearthed (Kompilation, Vast Music Lachrymose)
- 2011: Fear of Infinity (Album, Nuclear Blast)
- 2014: Suspended at Aphelion (Album, Nuclear Blast)

Auf Samplern mit verschiedenen Künstlern:
- 1999: At the Mountains of Madness (mit dem Lied Into the Wells of Sorrow, Miskatonic Foundation)
- 2002: Knuckletracks XLV (mit dem Lied The Drowning Years, Brave Words and Bloody Knuckles Magazine)
- 2003: Obskure Sombre Records Doom Fuzz Compilation 2003 (mit dem Lied The Drowning Years, Obskure Sombre Records)
- 2011: Dark Moon Vol. 1 – A Black Tribute To The Gothic Spirit (mit dem Lied Hour of Reprisal, More Music and Media)